# 4635 Rimbaud
4635 Rimbaud је астероид главног астероидног појаса са средњом удаљеношћу од Сунца која износи 2,471 астрономских јединица (АЈ).
Апсолутна магнитуда астероида је 12,5.